# Bill Dow
Bill Dow (16 gennaio 1953) è un attore e regista teatrale canadese, principalmente noto per aver interpretato i ruoli del dottor Charles "Chuck" Burks in X-Files e del dottor Bill Lee in Stargate SG-1.

## Filmografia

### Cinema
- Betrayed - Tradita (Betrayed), regia di Costa-Gavras (1988)
- La mosca 2 (The Fly II), regia di Chris Walas (1989)
- Voglia di ricominciare (This Boy's Life), regia di Michael Caton-Jones (1993)
- Cool Runnings - Quattro sottozero (Cool Runnings), regia di Jon Turteltaub (1993)
- Andre - Un amico con le pinne (Andre), regia di George Miller (1994)
- Vento di passioni (Legends of the Fall), regia di Edward Zwick (1994)
- La resa dei conti (Man with a Gun), regia di David Wyles (1995)
- Il grande bullo (Big Bully), regia di Steve Miner (1996)
- 12 Rounds 3: Lockdown, regia di Stephen Reynolds (2015)
- Humanity Bureau, regia di  Rob W. King (2017)
- Are We Done Now?, regia di Ben Immanuel (2024)

### Televisione
- Disneyland – serie TV, episodi 31x2 (1986)
- The New Adventures of Beans Baxter – serie TV, episodi 1x12 (1987)
- Danger Bay – serie TV, 6 episodi (1986-1987)
- La signora dimenticata (The Lady Forgets), regia di Bradford May – film TV (1989)
- Attrazioni omicide (Deadly Intentions... Again?), regia di James Steven Sadwith – film TV (1991)
- Il segreto del mare (And the Sea Will Tell), regia di Tommy Lee Wallace – film TV (1991)
- I quattro della scuola di polizia (21 Jump Street) – serie TV, episodi 2x4-5x22 (1987-1991)
- Our Shining Moment, regia di Mark Tinker – film TV (1991)
- MacGyver – serie TV, episodi 3x11-7x15 (1988-1991)
- Catastrofe in mare - Il disastro della Exxon Valdez (Dead Ahead: The Exxon Valdez Disaster), regia di Paul Seed – film TV (1992)
- Processo a una madre (Without a Kiss Goodbye), regia di Noel Nosseck – film TV (1993)
- Highlander – serie TV, episodi 2x10 (1993)
- X-Files – serie TV, 9 episodi (1993-2018)
- Seasons of the Heart, regia di Lee Grant – film TV (1994)
- Robin's Hoods – serie TV, episodi 1x1-1x5-1x13 (1994)
- Il commissario Scali (The Commish) – serie TV, 4 episodi (1992-1995)
- The Omen, regia di Jack Sholder – film TV (1995)
- Maledetta fortuna (Strange Luck) – serie TV, episodi 1x3 (1995)
- Marshal (The Marshal) – serie TV, episodi 1x5-2x3 (1995)
- Two – serie TV, episodi 1x5 (1996)
- Madison – serie TV, episodi 4x2 (1996)
- Contagious, regia di Joe Napolitano – film TV (1997)
- Stargate SG-1 – serie TV, 20 episodi (2001-2007)
- Stargate Atlantis – serie TV, 7 episodi (2005-2008)
- Stargate Universe – serie TV, 2 episodi (2009-2011)
- Supernatural – serie TV, 2 episodi (2012-2019)
- Quando chiama il cuore (When Calls the Heart) – serie TV, 7 episodi (2014-2019)
- L'uomo nell'alto castello (The Man in the High Castle) – serie TV, episodio 3x08 (2018)
- The Good Doctor – serie TV, episodio 2x17 (2019)
- iZombie – serie TV, episodio 5x04 (2019)
- Per tutta l'estate (All Summer Long), regia di Peter DeLuise – film TV (2019)
- Trigger Me – serie TV, 4 episodi (2021)

## Doppiatori italiani
Nelle versioni in italiano delle opere in cui ha recitato, Bill Dow è stato doppiato da:
- Mino Caprio in Stargate SG-1 (st. 9), Stargate Atlantis
- Nino D'Agata in X-Files (ep. 1x05)
- Paolo Maria Scalondro in X-Files (ep. 2x21)
- Stefano Mondini in X-Files (ep. 4x12)
- Edoardo Nordio in X-Files (ep. 6x22, 8x10)
- Paolo Marchese in X-Files (ep. 7x05, 7x19)
- Giorgio Locuratolo in X-Files (ep. 11x04)
- Dario De Grassi in Millennium
- Daniele Valenti in Stargate SG-1 (ep. 4x19)
- Simone Mori in Stargate SG-1 (ep. 6x15)
- Roberto Del Giudice in Stargate SG-1 (st. 7-8)
- Carlo Scipioni in C'era una volta
- Pieraldo Ferrante in The Killing
- Enzo Avolio in Supernatural (ep. 7x17)
- Massimo Milazzo in Supernatural (ep. 14x15)
- Bruno Alessandro in The Flash
- Riccardo Rovatti in Continuum
- Emidio La Vella ne L'uomo nell'alto castello
- Antonio Palumbo in The Good Doctor
- Marco Mete in iZombie